# グディソン・パーク
グディソン・パーク (Goodison Park)は、イングランド・マージーサイド州・リヴァプールに位置するサッカー専用スタジアムである。ライバルであるリヴァプールFCのホームスタジアム・アンフィールドとは、公園を挟んで2km（直線距離で600m）ほどしか離れていない。

## 歴史
現使用者のエヴァートンFCは創設時、アンフィールドを本拠地として使用していた。しかし、当時アンフィールドのオーナーであったジョン・ホールディングがエヴァートンFCに対して賃上げを要求したため、エヴァートンFCはこれを拒否し、グディソン・パークに移転した。
このグディソン・パークはイングランドで初のサッカー用スタジアムとして開場。1892年8月24日に開場し、9月3日のノッティンガム・フォレストFC戦がリーグ戦での最初の使用であった。1894年にはFAカップ決勝戦 にも使用された。
2021年2月23日にエヴァートン・スタジアム建設計画がリヴァプールの市議会で、1か月後の3月26日にはイギリス政府によりそれぞれ承認されることになった。新スタジアムはリヴァプールの北西部ブラムリー・ムーア・ドックに建設され、収容人数は5万2888人で2025-26シーズンに開場を予定している。なお移転後は女子チームの本拠スタジアムとして使用される予定。

## 施設概要

### スタンド
- 北スタンド (グディソン・ロード・スタンド) : 12,664人収容
- 南スタンド (バレンス・スタンド) : 10,546人収容
- 東スタンド (ハワード・ケンドール・グウェレディース・ストリート・エンド) : 10,661人収容
- 西スタンド (サー・フィリップ・カーター・パーク・スタンド) : 5,750人収容

## 開催された主な試合
- 1966 FIFAワールドカップ

| 日付          | ホームチーム | 結果 | アウェーチーム         | ラウンド                          |
| ------------- | ------------ | ---- | ---------------------- | --------------------------------- |
| 1966年7月12日 | ブラジル     | 2-0  | ブルガリア             | 1966 FIFAワールドカップ グループ3 |
| 1966年7月15日 | ハンガリー   | 3-1  | ブラジル               | 1966 FIFAワールドカップ グループ3 |
| 1966年7月19日 | ポルトガル   | 3-1  | ブラジル               | 1966 FIFAワールドカップ グループ3 |
| 1966年7月23日 | ポルトガル   | 5-3  | 朝鮮民主主義人民共和国 | 1966 FIFAワールドカップ準々決勝   |
| 1966年7月25日 | 西ドイツ     | 2-1  | ソビエト連邦           | 1966 FIFAワールドカップ準決勝     |

- 国内大会

| 日付          | ホームチーム                   | 結果 | アウェーチーム           | ラウンド                  |
| ------------- | ------------------------------ | ---- | ------------------------ | ------------------------- |
| 1894年3月31日 | ノッツ・カウンティFC           | 4-1  | ボルトン・ワンダラーズFC | FAカップ1894決勝          |
| 1910年4月28日 | ニューカッスル・ユナイテッドFC | 2-0  | バーンズリーFC           | FAカップ1910決勝 (再試合) |

## 記録
エヴァートンは、イングランドのクラブの中で最も多くのトップリーグの試合を開催しており、アストン・ヴィラに対して8シーズンもの差をつけている。106シーズンのリーグ戦のうち、エヴァートンは4シーズンを除いてすべてをグディソン・パークで戦っており、グディソン・パークは他のどのグラウンドよりも多くのトップリーグの試合を開催していることになる 。また、グディソン・パークはイングランドのクラブの中で唯一、FIFAワールドカップの準決勝が行われた場所でもある。1996年までのオールド・トラフォードの拡張以前、グディソン・パークはフットボールリーグの試合における日曜日の最多観客動員記録（1974年の対ウェスト・ブロムウィッチ・アルビオン戦、FAカップ、53,509人）を保持していた。
エヴァートンは1930年10月4日から1931年4月4日までの間、ホームリーグ戦で15連勝を達成した 。1931-32シーズンには、グディソン・パークでのリーグ戦ホームゴール数の記録も更新し、エヴァートンは84得点を挙げた 。1984年4月23日から1986年9月2日までの期間、エヴァートンは連続して47試合で得点を挙げ、その間に36勝7分けを記録し、123ゴールを挙げた。この記録の間、スコットランドのストライカー、グレーム・シャープは32ゴールを決めた。
1893年12月30日に行われたウェスト・ブロムウィッチ・アルビオンとの試合で、ジャック・サウスワース選手はグディソン・パークでの1試合最多得点記録となる6得点を挙げた。
グディソン・パークでの1試合最多得点記録は12得点で、そのうちエヴァートンの試合が2試合存在する。1つ目は1931年10月17日のシェフィールド・ウェンズデイ戦（9-3）、2つ目は1954年2月27日のプリマス・アーガイル戦（8-4）である。

## 交通
グディソン・パークはリヴァプール市中心部から北に2マイル（3 km）離れた場所にある。スタジアムへの最寄り駅は、約0.5マイル（800 m）離れたカークデール駅で、マージーセイルのノーザン・ラインに位置している。また近隣の主要駅としてリヴァプール・ライム・ストリート駅が存在する。試合日には、サンドヒルズ駅から「サッカーバス」と呼ばれるシャトルバスが多数運行されている。
元々、グディソン・パークに最も近い位置にウォルトン・アンド・アンフィールド駅が存在していていたが、1948年に閉鎖された 。エヴァートンは現在、グディソン・パークから新しいスタジアムに移転する計画であるが、もし貨物専用のカナダドック支線が再び旅客列車を運行するようになれば、その駅の使用再開が提案されている。
グラウンド周辺にはサポーター向けの駐車場があるものの、利用できるのは230台のみである 。グラウンド周辺の道路では、居住者許可のある車両のみが駐車可能である。駐車場の住民駐車制度はリヴァプール市が運営している。

## ギャラリー

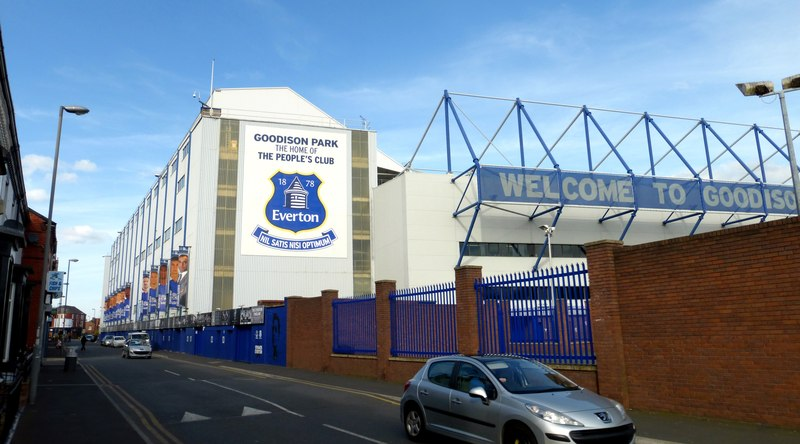
外観1
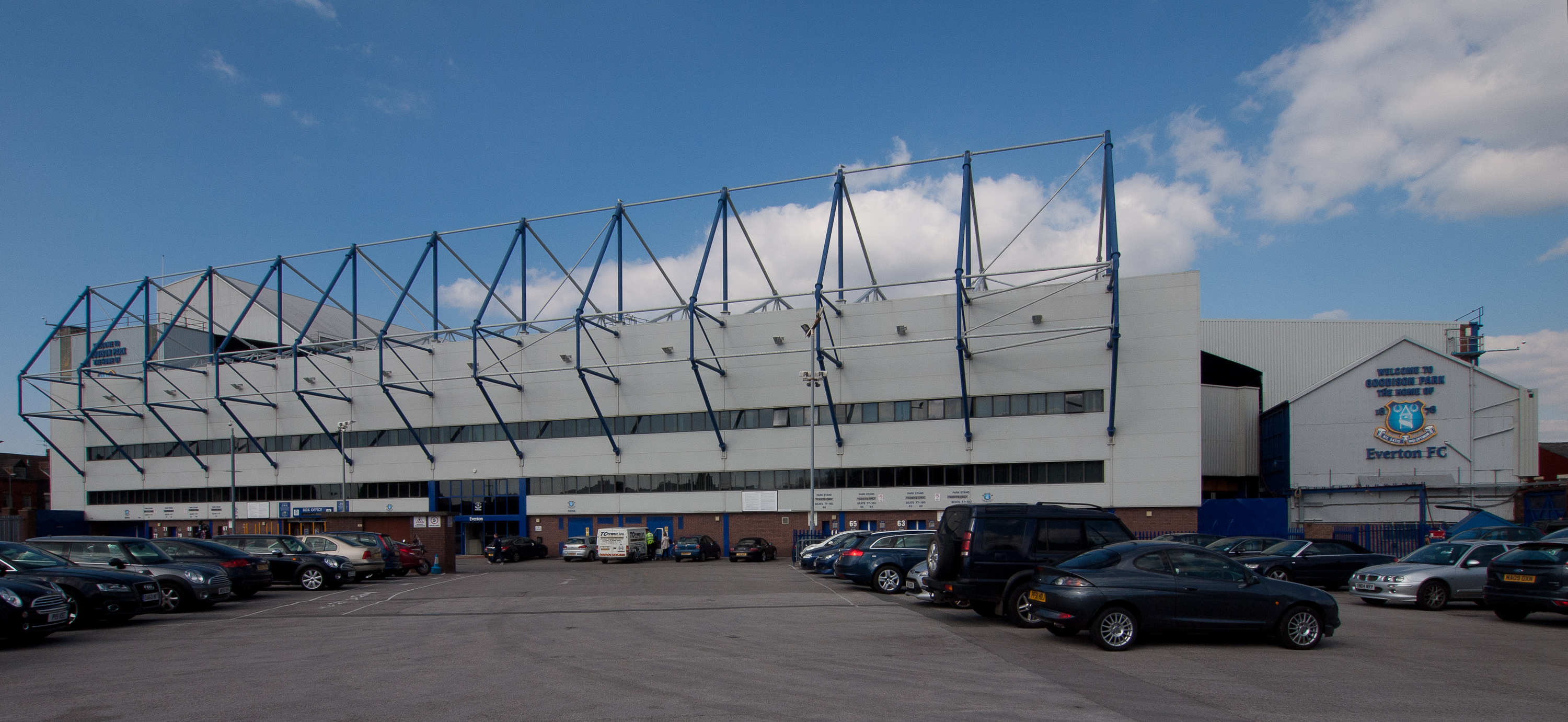
外観2
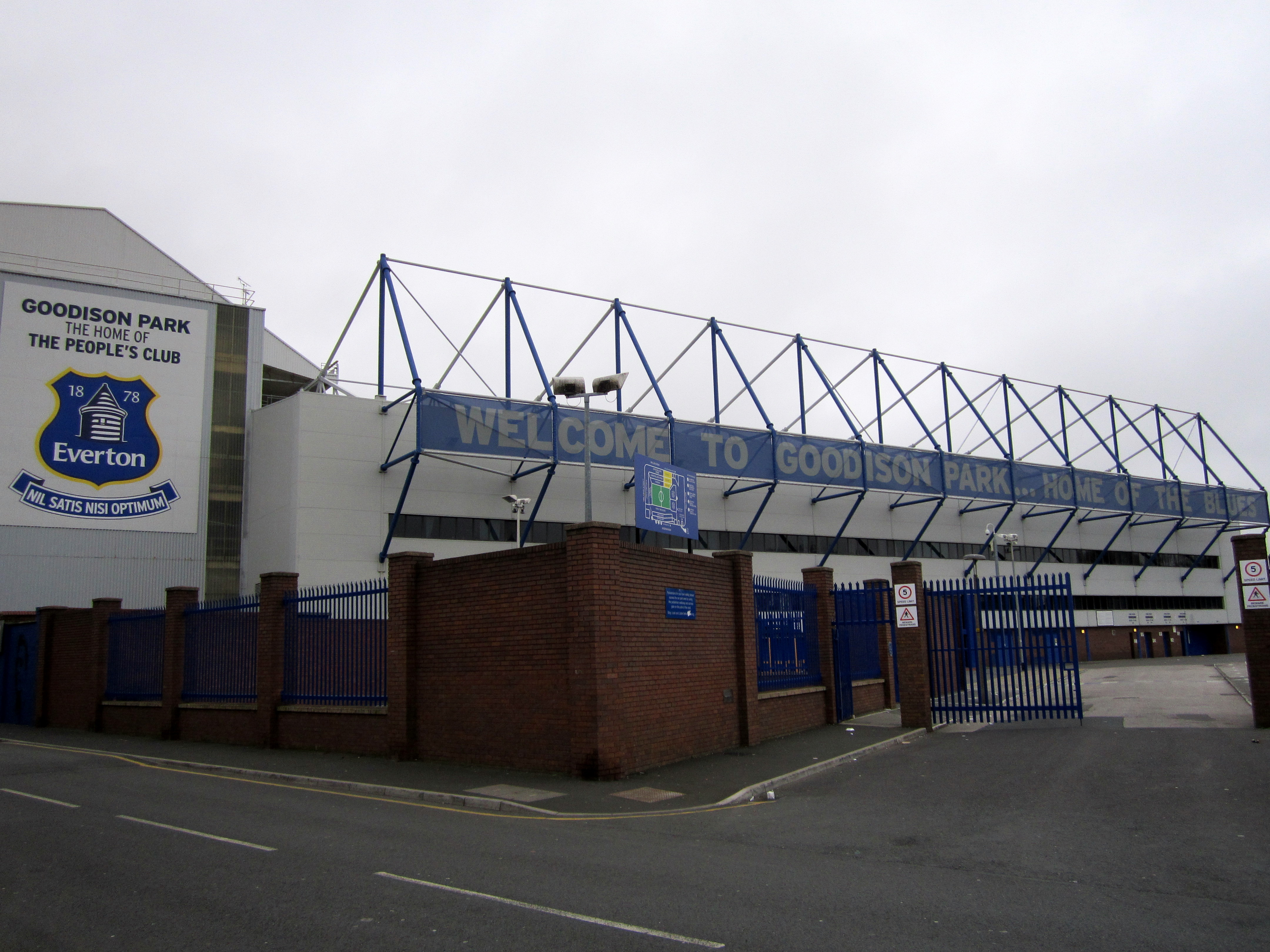
外観3
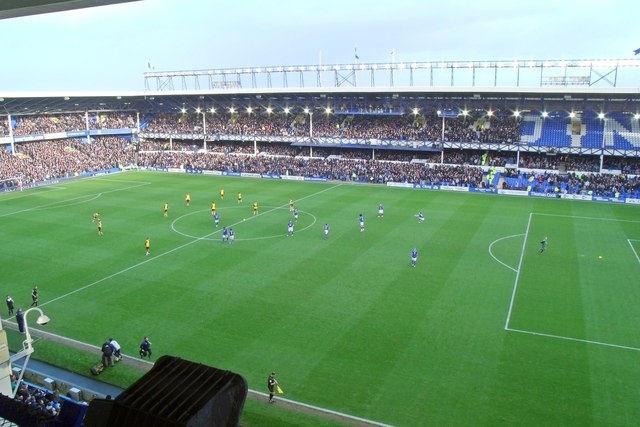
内観1
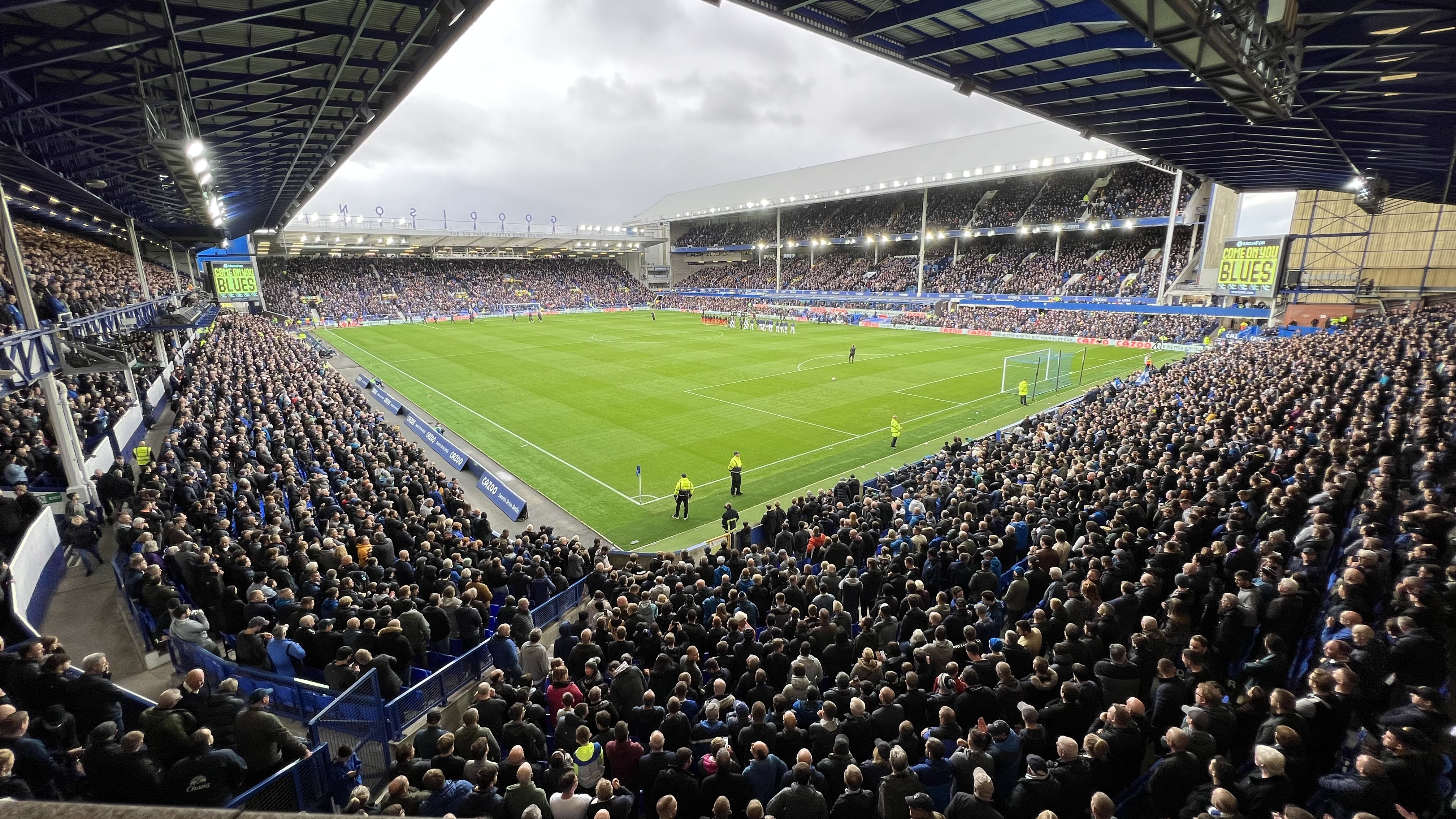
内観3
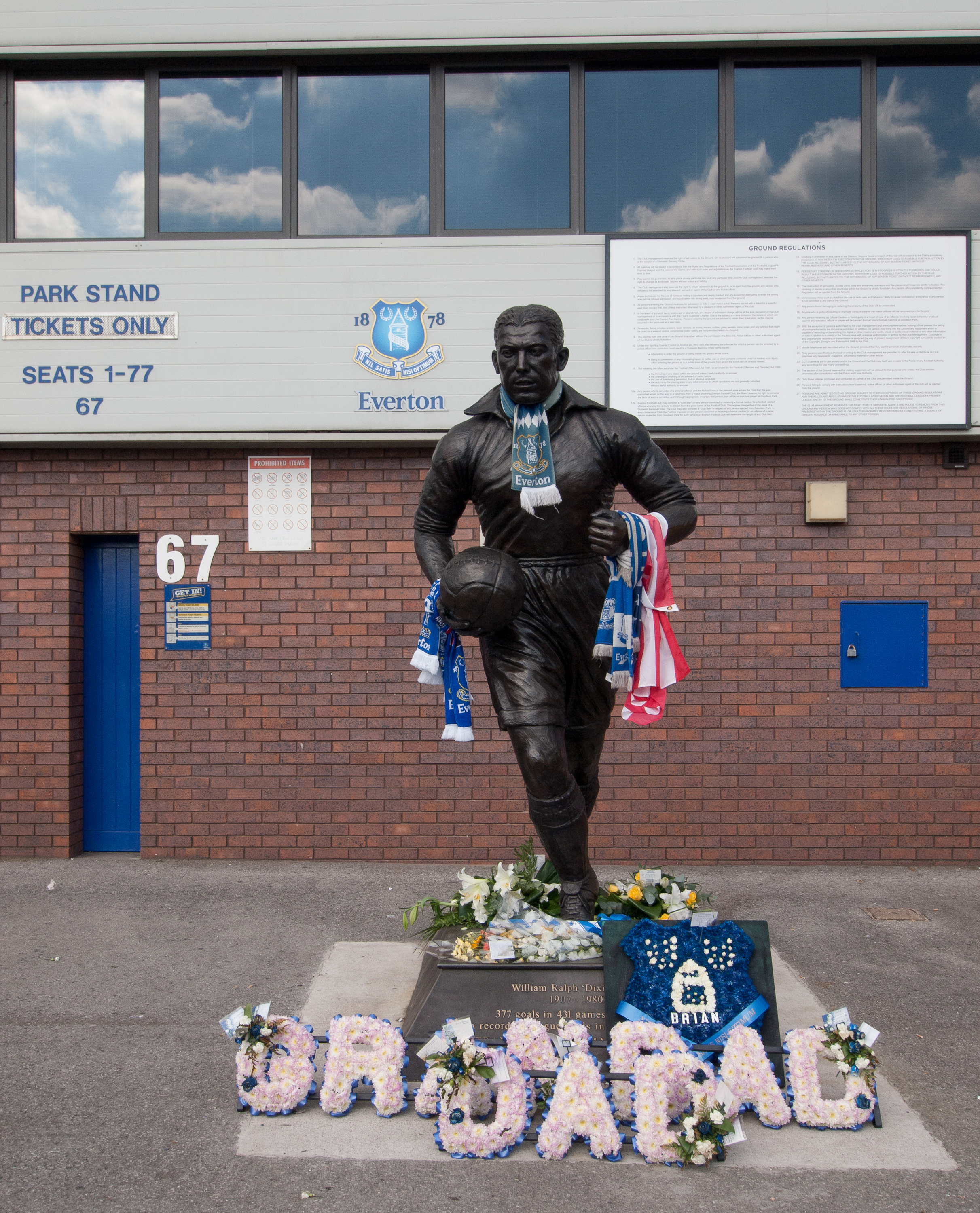
スタジアム外にあるディキシー・ディーン像